# Batrachedra pinicolella
Batrachedra pinicolella – gatunek motyli z podrzędu Glossata i rodziny Batrachedridae.
Gatunek ten opisany został w 1839 roku przez Philippa Christopha Zellera jako Cosmopteryx pinicolella.
Motyl o żółtej głowie, tułowiu i tegulach. Na żółtobrunatnym tle skrzydeł przednich o rozpiętości od 9 do 13 mm brunatna smuga, kropka i pojedyncze łuski rozsiane szczególnie przy brzegach. Strzępiny i tylne skrzydła żółte. U samca brak ampulli, a edeagus jest 2,5 raza dłuższy od unkusa. Początek przewodu nasiennego samicy w postaci wąskiego kanału, a znamię torebce kopulacyjnej większe niż u B. praeangusta.
Gąsienice żerują na igłach sosen i jodeł.
Owad notowany z prawie całej Europy. Imago występuje w Polsce w czerwcu i lipcu.